# Vistabella (Tenerife)
Vistabella es un barrio situado entre los municipios de Santa Cruz de Tenerife y San Cristóbal de La Laguna (Tenerife, Canarias, España).  

## Localización
La mayor parte del barrio pertenece a la ciudad de Santa Cruz de Tenerife y se encuadra administrativamente dentro del distrito de Ofra-Costa Sur. La parte perteneciente a La Laguna se encuadra en la Zona 2 de dicha ciudad.
El trazado y urbanización del barrio de Vistabella se aprobó en 1933. Inicialmente fue ocupado por las clases trabajadoras ya que, al encontrarse alejado de la ciudad, aquí el suelo era más barato. Pero, más tarde, su privelegiada panorámica de la ciudad de Santa Cruz y el mar, así como sus favorabes condiciones térmicas, debido a su mayor altura, atrajeron a clases sociales más elevadas.

## Demografía
| 2004  | 2005  | 2006  | 2007  | 2008  | 2009  | 2010  |
| ----- | ----- | ----- | ----- | ----- | ----- | ----- |
| 1.702 | 1.690 | 1.681 | 1.664 | 1.694 | 1.694 | 1.752 |

## Edificios y lugares de interés
- Hospital de San Juan de Dios, centro que empezó a funcionar en 1956 impulsado por la orden religiosa que le da nombre.
- Mirador de Vistabella

## Transporte
En guagua queda conectado mediante las siguientes líneas de Titsa: 
| Línea | Trayecto                                | Recorrido | Frecuencia   |
| ----- | --------------------------------------- | --------- | ------------ |
| 014   | Santa Cruz - La Laguna                  | Recorrido | 5-10 minutos |
| 228   | Santa Cruz - Los Campitos por La Cuesta | Recorrido | Varía        |

## Galería

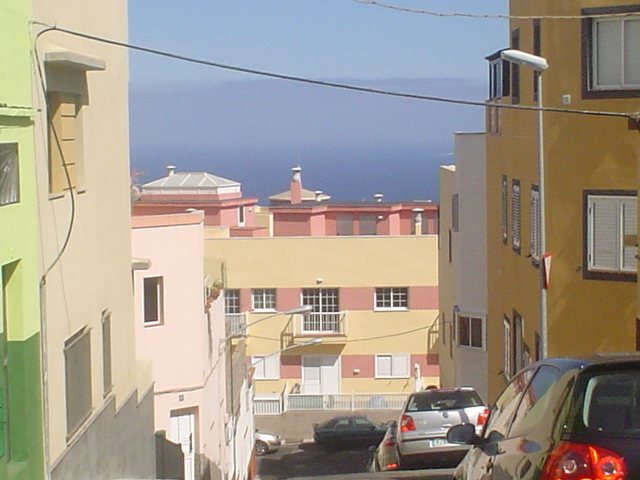
Calle del barrio.
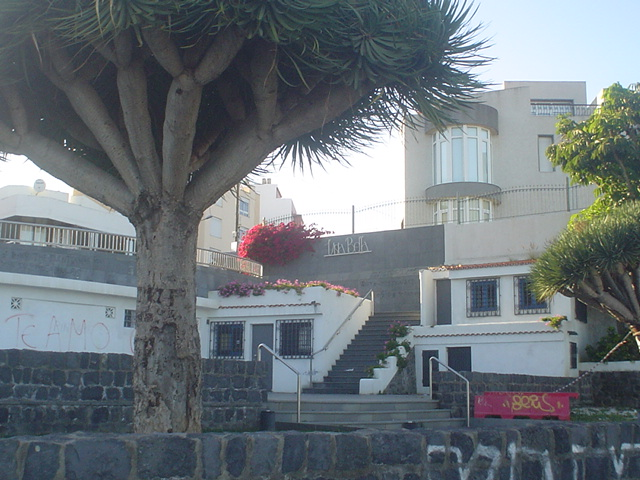
Mirador de Vistabella.